# 425 av. J.-C.
Cette page concerne l'année 425 av. J.-C. du calendrier julien proleptique.

## Événements
- Hiver 426/425 : purification de Délos. Les accouchements et les enterrements sont interdits sur l’île[1].
- Janvier : Les Acharniens, comédie d’Aristophane, est présentée aux Lénéennes à Athènes[2].
- Mai : Sparte envahit l’Attique pendant 15 jours mais les troupes sont rappelées à la suite de l’occupation de Pylos par Athènes[3].
- Mai-juin : Démosthène occupe Pylos dans le Péloponnèse ; il assiège Sphactérie[3].

- Août : défaite de Sparte à la bataille de Sphactérie devant les troupes d'Athènes dirigées par le général Démosthène[3].
  - La flotte Athénienne qui se rendait à Corcyre est contrainte par la tempête à faire relâche à Pylos, où elle construit des fortifications. Démosthène est autorisé à y rester avec cinq trières, renforcées par deux trières de Naupacte. Les Messéniens de Naupacte s’apprêtent à susciter des troubles en Messénie. Sparte intervient, échoue devant Pylos mais s’empare de l’île de Sphactérie qui commande le port. La flotte Athénienne, de retour de Corcyre, assiège les Spartiates dans l’île. Une trêve est signée, et les Spartiates sont obligés d’abandonner à Athènes leur flotte de 60 navires pendant la durée des négociations. Cléon provoque l’échec des négociations de paix et défait les spartiates à l’île Sphactérie. Les Athéniens menacent de tuer les 120 Spartiates prisonniers en cas de nouvelle invasion de l’Attique.

- Début septembre : expédition de Nicias contre Corinthe, Épidaure et Trézène[3].
- Septembre : décret de Thoudippos sur le doublement du tribut des confédérés de la ligue de Délos[3].

- 9 octobre : éclipse lunaire visible en Grèce[4].
- 19 novembre : à Rome entrée en fonction de tribuns militaires à pouvoir consulaire : Lucius Quinctius Cincinnatus, Lucius Furius Medullinus, Aulus Sempronius Atratinus et Lucius Horatius Barbatus[5].

- Début du règne de Zhou Weiliewang, roi des Zhou Orientaux en Chine (fin en 402 av. J.-C.)[6].

- Cléon devient le maître d’Athènes après sa victoire (425–422 av. J.-C.)[7].
- Selon Thucydide, les Spartiates, démoralisés par la défaite de Sphactérie, auraient massacré 2000 hilotes[8]. Ces massacres sont le reflet de la peur des Pairs, qui sont de plus en plus minoritaires dans leur État.

- Vers 425 av. J.-C. : les Samnites enlèvent Pompéi aux Osques[9].

## Naissances en -425
- Artaxerxès III (Achéménides).

## Décès en -425
- Hérodote, historien grec.